# Jekaterina Wassiljewna Grigorjewa
Jekaterina Wassiljewna Grigorjewa (russisch Екатерина Васильевна Григорьева, engl. Transkription Yekaterina Grigoryeva, geb. Лещёва – Leschtschowa – Leshchyova/Leshcheva; * 21. April 1974 in Wolgograd) ist eine ehemalige russische Sprinterin.
Bei den Weltmeisterschaften 1995 in Göteborg erreichte sie über 100 Meter das Halbfinale. Im Jahr darauf war sie bei den Olympischen Spielen in Atlanta Teil der russischen Mannschaft, die in der 4-mal-100-Meter-Staffel auf den vierten Platz kam.
1997 wurde sie über 60 Meter Fünfte bei den Hallenweltmeisterschaften in Paris. Bei den Weltmeisterschaften in Athen wurde sie über 200 Meter Vierte und mit der russischen Stafette Fünfte. Kurz darauf holte sie bei der Universiade Gold über 200 Meter. Bei den Halleneuropameisterschaften 2000 in Gent gewann sie Bronze über dieselbe Distanz.
2001 schied sie bei den Weltmeisterschaften in Edmonton im Vorlauf über 200 Meter aus. Da sie bei der Dopingkontrolle positiv auf eine verbotene Substanz getestet wurde, wurde sie disqualifiziert und für zwei Jahre gesperrt.
Sie heiratete den Sprinter Andrei Grigorjew und kehrte 2004 ins Wettkampfgeschehen zurück. 2006 gewann sie bei den Europameisterschaften in Göteborg Silber über 200 Meter und mit dem russischen Team Gold in der 4-mal-100-Meter-Staffel. Bei den Weltmeisterschaften 2007 in Osaka schied sie im Viertelfinale aus.